# Caius Silius
Caius Silius, est sénateur en 47 ap. J.-C. et consul désigné en 48 sous l'empereur Claude. Son père, Caius Silius, était commandant de l'armée du haut Rhin sous les ordres de Germanicus du temps de l'empereur Auguste.
Il épouse Junia Silana, qui avait été la belle-sœur de Caligula. Les sources antiques le décrivent comme un homme intelligent, noble et attirant. Mais Messaline, femme de Claude, conçoit une telle passion pour Caius Silius, le plus beau des jeunes Romains, qu'elle le force à répudier son épouse.
Messaline se montre partout publiquement avec l'objet de son amour. Et, comme le dit Tacite, ce qui paraîtrait une fable si toute la cour et toute la ville n'en avaient pas été témoins, bravant à la fois les lois, la décence, la raison, l'empereur et l'empire.
Elle épouse Silius et mêlant le contrat de mariage avec d'autres actes, le fait signer à Claude sans qu'il s'en doute. Pendant un voyage de Claude à Ostie, elle célèbre solennellement son mariage en présence du sénat, des soldats et du peuple. Ils ont commis la bigamie et se sont mariés devant des témoins. Silius étant sans enfant il désire adopter Britannicus et complote avec Messaline dans le but de renverser l'empereur Claude, époux de Messaline, pour placer Britannicus sur le trône.
Narcisse dévoile leur faux mariage et le complot pour tuer Claude. L'empereur ordonne alors leur exécution en 48.